# Vlag van Alken
De vlag van Alken is een driekleur bestaande uit de kleuren rood, wit en geel. De kleuren van de vlag zijn afkomstig op het gemeentewapen. De gemeente Alken kreeg deze vlag toegewezen op 24 februari 1981.
De vlag werd door de gemeenteraad op 30 januari 1981 officieel vastgesteld als de gemeentelijke vlag van de Belgisch Limburgse gemeente Alken. Op 24 februari 1981 werd hij door het koninklijk besluit bevestigd en uiteindelijk gepubliceerd op 2 april 1981, en opnieuw op 4 januari 1995 in het officiële Belgisch Staatsblad.
Officieel wordt de vlag beschreven als:
Drie even hoge banen van rood, van wit en van geel.

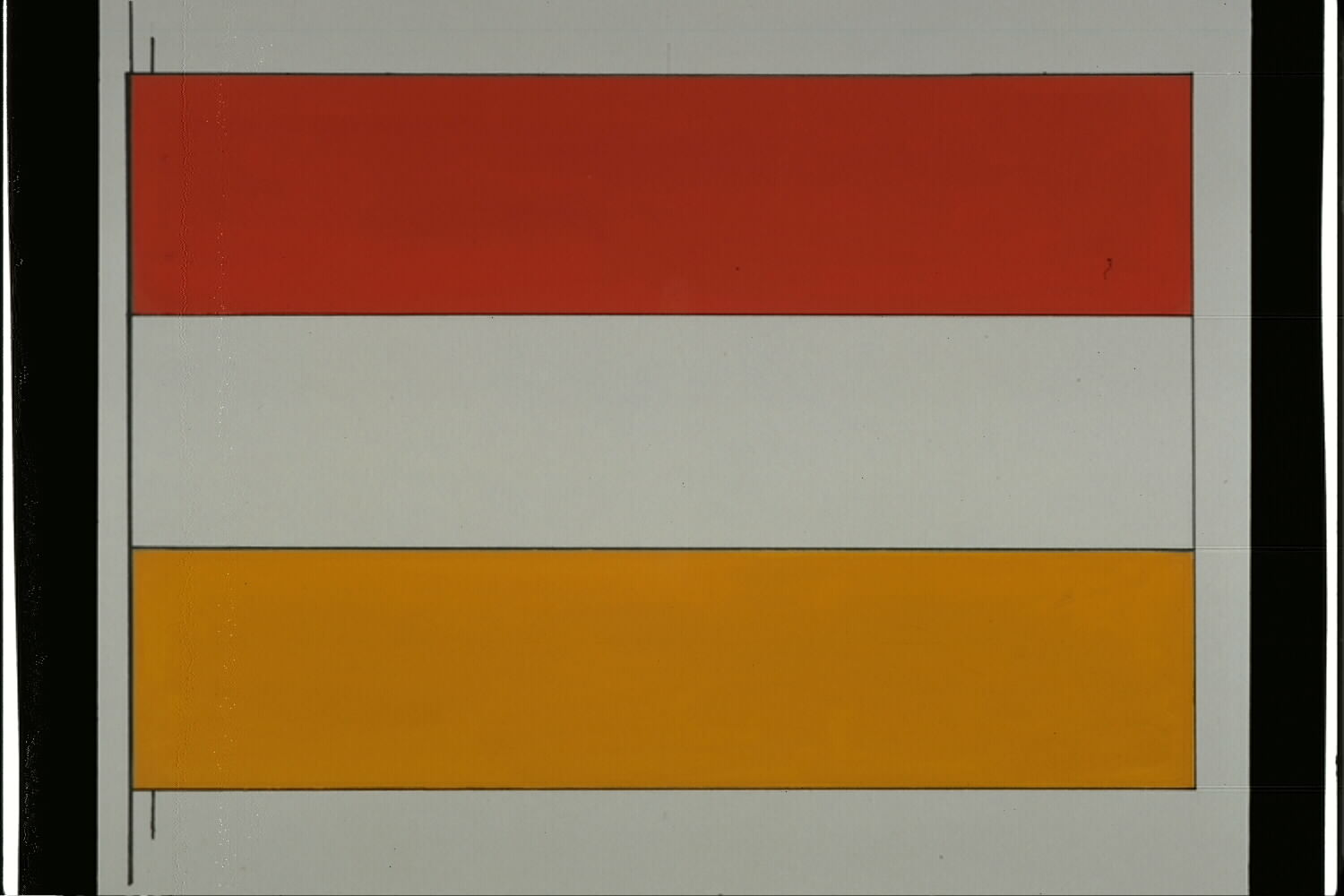
Officiële tekening van de vlag